# 亞洲日月蛤
亞洲日月蛤（学名：Amusium pleuronectes）为海扇蛤科日月蟶屬下的一个种。

## 亚种
連同指名亞種，本物種合共有三個亞種。但WoRMS認為這些亞種其實都只是原來物種的異名。

### 长肋日月贝
香港俗稱日月魚，英文 Asian Moon Scallop，是海扇蛤科日月蛏属的一种。
贝壳近圆形、质薄、略透明、表面光滑；左壳肉红色带光泽，有清晰的放射肋纹和细同心生长线，右壳白色，生长线细。
主要分布于南海、马来西亚、印度尼西亚、中国大陆、台湾，出现于潮下带水深5－85米，生活在5-32米的浅海沙质海底。

### 南沙长肋日月贝
南沙长肋日月贝（学名：Amusium pleuronectes nanshaensis）是海扇蛤科日月蛏属的一种。主要分布于中国大陆，常栖息在潮下带水深62米泥质砂底。

### 澳大利亞长肋日月贝
澳大利亞长肋日月贝（学名：Amusium pleuronectes australiae）是海扇蛤科日月蛏属的一种，主要分布于澳大利亞。

## 外部連結
- 維基物種上的相關：亞洲日月蛤